# Distrikt Ihuarí
Der Distrikt Ihuarí liegt in der Provinz Huaral in der Region Lima in Peru. Der Distrikt wurde am 12. Februar 1821 gegründet. Er besitzt eine Fläche von 474 km². Beim Zensus 2017 wurden 2253 Einwohner gezählt. Im Jahr 1993 lag die Einwohnerzahl bei 3235, im Jahr 2007 bei 2671. Verwaltungssitz ist die 2822 m hoch gelegene Ortschaft Ihuarí mit 456 Einwohnern (Stand 2017). Ihuarí liegt 44 km nordöstlich der Provinzhauptstadt Huaral.

## Geographische Lage
Der Distrikt Ihuarí liegt in der peruanischen Westkordillere im Norden der Provinz Huaral. Der Nordwesten wird über den Río Chica zum Río Huaura entwässert. Der äußerste Osten sowie der Süden gehören zum Einzugsgebiet des Río Chancay. Im äußersten Süden reicht der Distrikt bis zum Río Chancay.
Der Distrikt Ihuarí grenzt im Südwesten an den Distrikt Huaral, im Westen an den Distrikt Sayán (Provinz Huaura), im Norden an den Distrikt Leoncio Prado (ebenfalls in der Provinz Huaura), im Osten an die Distrikte Veintisiete de Noviembre und Lampián sowie im äußersten Süden an den Distrikt Sumbilca.

## Ortschaften
Neben dem Hauptort gibt es folgende größere Ortschaften im Distrikt:
- Huachinga
- Ñaupay (281 Einwohner)
- Otec (243 Einwohner)